# Chori
Die Sprache Chori oder Cori ist eine vom Aussterben bedrohte platoide Sprache, die in einem einzigen Dorf im Bundesstaat Kaduna in Nigeria gesprochen wird. Chori bildet mit den eng verwandten Sprachen Kagoma [kdm], Schamang [xsh], Hyam [jab] und Zhire [zhi] die Untergruppe der Hyamischen Sprachen.
Die Sprecher des Chori wechseln immer mehr zur englischen Sprache.
Chori ist dafür bekannt, dass es sechs verschiedene Tonhöhen aufweist. Insgesamt gibt es drei Basistöne: 1  (oben), 4 (mittig) und 6 (unten). Die meisten Fälle des Tons 2 (hoch) sind ein Ergebnis des Tonsandhis: 4 wird zu 2 vor 1.  Die Töne 3 (mittelhoch) und 5 (tief) können als Konturtöne analysiert werden, da das eigentliche /1͡6/ als [3] realisiert wird und /2͡6/ als [5].